# Palisse
Pour les articles homonymes, voir Palice.
Palisse est une commune française située dans le département de la Corrèze en région Nouvelle-Aquitaine.

## Géographie

### Communes limitrophes
Les communes limitrophes sont  Chirac-Bellevue, Combressol, Darnets, Lamazière-Basse, Neuvic, Saint-Angel et Valiergues.

### Climat
Pour des articles plus généraux, voir Climat de la Nouvelle-Aquitaine et Climat de la Corrèze.
Historiquement, la commune est exposée à un climat montagnard.  
En 2020, Météo-France publie une typologie des climats de la France métropolitaine dans laquelle la commune est exposée à un climat de montagne et est dans la région climatique  Ouest et nord-ouest du Massif Central, caractérisée par une pluviométrie annuelle de 900 à 1 500 mm, maximale en automne et en hiver.
Pour la période 1971-2000, la température annuelle moyenne est de 9,7 °C, avec  une amplitude thermique annuelle de 15 °C. Le cumul annuel moyen de précipitations est de 1 256 mm, avec 14,1 jours de précipitations en janvier et 8 jours en juillet. Pour la période 1991-2020, la température moyenne annuelle observée sur la station météorologique la plus proche, située sur la commune de Neuvic à 7 km à vol d'oiseau, est de 10,6 °C et le cumul annuel moyen de précipitations est de 1 173,4 mm,. Pour l'avenir, les paramètres climatiques de la commune estimés pour 2050 selon différents scénarios d’émission de gaz à effet de serre sont consultables sur un site dédié publié par Météo-France en novembre 2022.

## Urbanisme

### Typologie
Au 1er janvier 2024, Palisse est catégorisée commune rurale à habitat très dispersé, selon la nouvelle grille communale de densité à 7 niveaux définie par l'Insee en 2022.
Elle est située hors unité urbaine. Par ailleurs la commune fait partie de l'aire d'attraction d'Ussel, dont elle est une commune de la couronne,. Cette aire, qui regroupe 38 communes, est catégorisée dans les aires de moins de 50 000 habitants,.

### Occupation des sols
L'occupation des sols de la commune, telle qu'elle ressort de la base de données européenne d’occupation biophysique des sols Corine Land Cover (CLC), est marquée par l'importance des forêts et milieux semi-naturels (71,5 % en 2018), en diminution par rapport à 1990 (73,1 %). La répartition détaillée en 2018 est la suivante : 
forêts (70,4 %), prairies (14,5 %), zones agricoles hétérogènes (14,1 %), milieux à végétation arbustive et/ou herbacée (1 %).
L'évolution de l’occupation des sols de la commune et de ses infrastructures peut être observée sur les différentes représentations cartographiques du territoire : la carte de Cassini (XVIIIe siècle), la carte d'état-major (1820-1866) et les cartes ou photos aériennes de l'IGN pour la période actuelle (1950 à aujourd'hui).

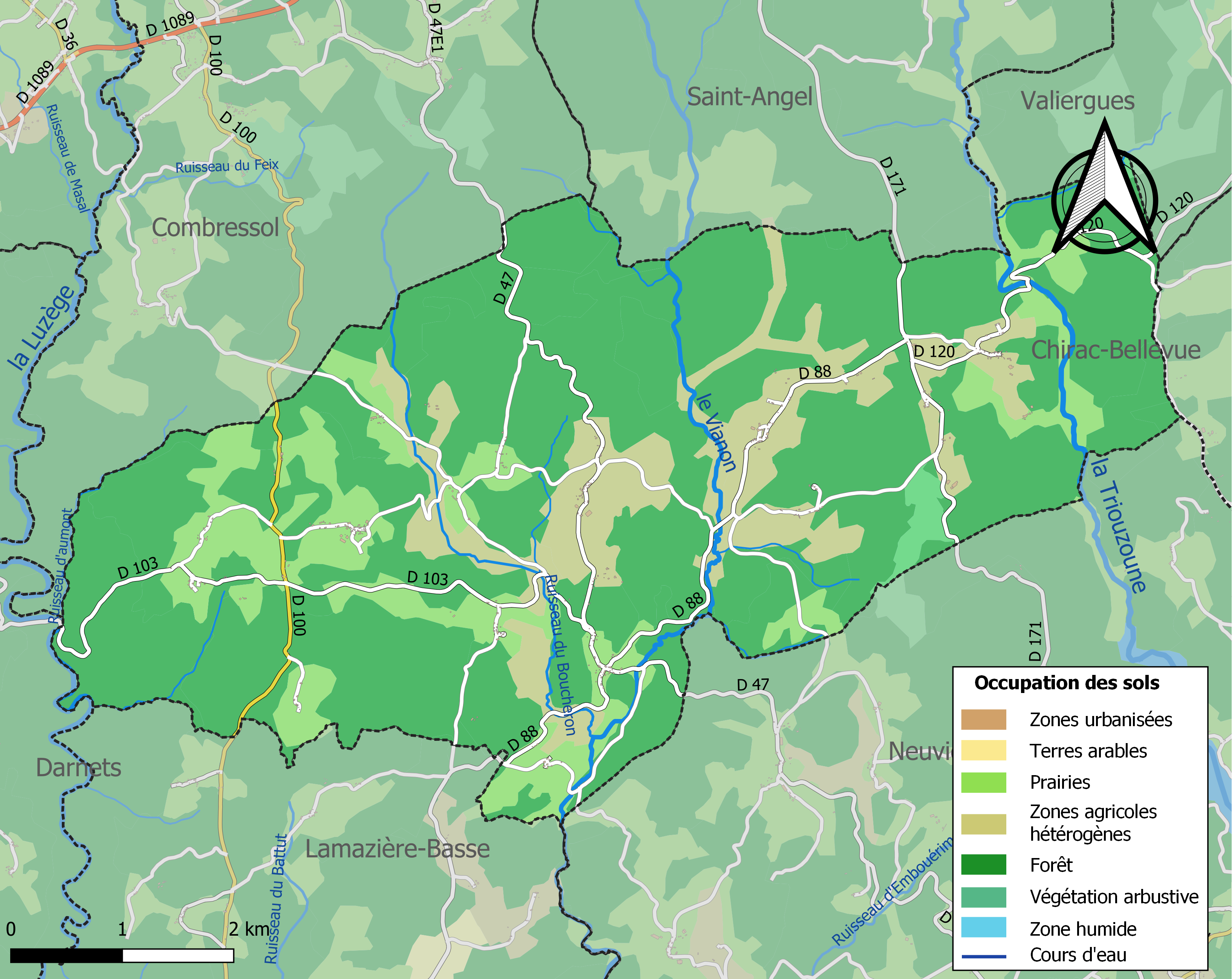
Carte des infrastructures et de l'occupation des sols de la commune en 2018 (CLC).

### Risques majeurs
Le territoire de la commune de Palisse est vulnérable à différents aléas naturels : météorologiques (tempête, orage, neige, grand froid, canicule ou sécheresse), feux de forêts et séisme (sismicité très faible). Il est également exposé à un risque particulier : le risque de radon. Un site publié par le BRGM permet d'évaluer simplement et rapidement les risques d'un bien localisé soit par son adresse soit par le numéro de sa parcelle.

#### Risques naturels

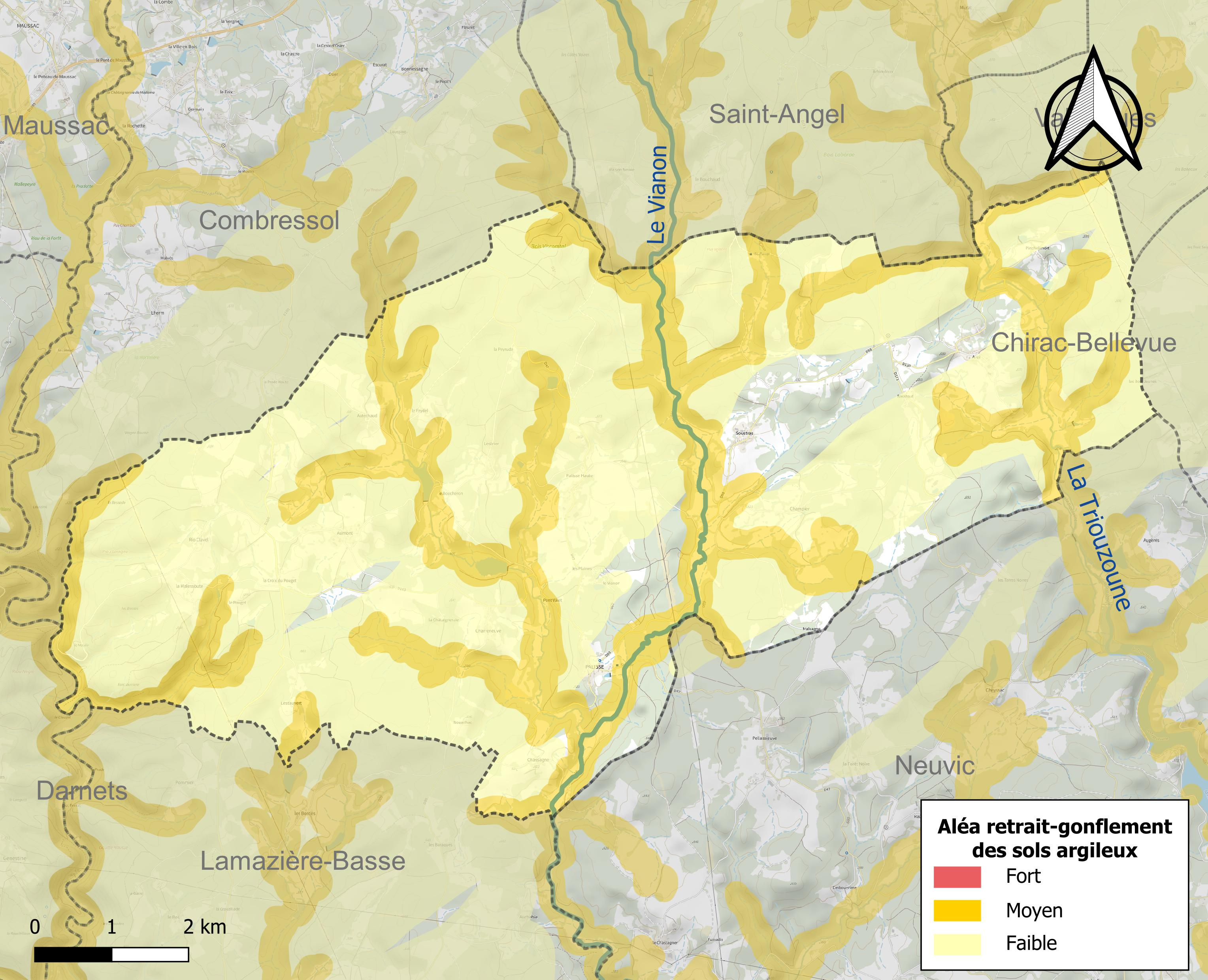
Carte des zones d'aléa retrait-gonflement des sols argileux de Palisse.

Le retrait-gonflement des sols argileux est susceptible d'engendrer des dommages importants aux bâtiments en cas d’alternance de périodes de sécheresse et de pluie. 30,2 % de la superficie communale est en aléa moyen ou fort (26,8 % au niveau départemental et 48,5 % au niveau national). Sur les 202 bâtiments dénombrés sur la commune en 2019, sept sont en aléa moyen ou fort, soit 3 %, à comparer aux 36 % au niveau départemental et 54 % au niveau national. Une cartographie de l'exposition du territoire national au retrait gonflement des sols argileux est disponible sur le site du BRGM,.
Concernant les feux de forêt, aucun plan de prévention des risques incendie de forêt (PPRIF) n’a été établi en Corrèze, néanmoins le code de l’urbanisme impose la prise en compte des risques dans les documents d’urbanisme. Le périmètre des servitudes d'utilité publique et des zones d'obligation légale de débroussaillement pour les particuliers est quant à lui défini pour la commune dans une carte dédiée. 

#### Risque particulier
Dans plusieurs parties du territoire national, le radon, accumulé dans certains logements ou autres locaux, peut constituer une source significative d’exposition de la population aux rayonnements ionisants. Certaines communes du département sont concernées par le risque radon à un niveau plus ou moins élevé. Selon la classification de 2018, la commune de Palisse est classée en zone 3, à savoir zone à potentiel radon significatif. 

## Toponymie
Son nom est Paliça en occitan.

## Politique et administration
| Période       | Période                  | Identité          | Étiquette | Qualité                                                                              |
| ------------- | ------------------------ | ----------------- | --------- | ------------------------------------------------------------------------------------ |
| mars 1971     | 27 novembre 1995 (décès) | Albert Ouzoulias  | PCF       | Résistant français Ancien conseiller de Paris, ancien conseiller général de la Seine |
| décembre 1995 | juillet 2020             | Daniel Gaye       |           | Retraité de la fonction publique                                                     |
| juillet 2020  | En cours                 | Stéphanie Gautier | PCF       | Chargée de communication                                                             |

## Démographie
L'évolution du nombre d'habitants est connue à travers les recensements de la population effectués dans la commune depuis 1793. Pour les communes de moins de 10 000 habitants, une enquête de recensement portant sur toute la population est réalisée tous les cinq ans, les populations de référence des années intermédiaires étant quant à elles estimées par interpolation ou extrapolation. Pour la commune, le premier recensement exhaustif entrant dans le cadre du nouveau dispositif a été réalisé en 2004.

En 2022, la commune comptait 220 habitants, en évolution de −3,08 % par rapport à 2016 (Corrèze : −0,59 %, France hors Mayotte : +2,11 %).
| 1793 | 1800 | 1806 | 1821 | 1831 | 1836 | 1841 | 1846 | 1851  |
| ---- | ---- | ---- | ---- | ---- | ---- | ---- | ---- | ----- |
| 700  | 673  | 742  | 774  | 889  | 915  | 952  | 989  | 1 021 |

| 1856  | 1861  | 1866  | 1872 | 1876  | 1881 | 1886  | 1891  | 1896 |
| ----- | ----- | ----- | ---- | ----- | ---- | ----- | ----- | ---- |
| 1 041 | 1 028 | 1 021 | 942  | 1 015 | 989  | 1 068 | 1 004 | 923  |

| 1901 | 1906 | 1911 | 1921 | 1926 | 1931 | 1936 | 1946 | 1954 |
| ---- | ---- | ---- | ---- | ---- | ---- | ---- | ---- | ---- |
| 941  | 867  | 879  | 668  | 652  | 641  | 580  | 455  | 365  |

| 1962 | 1968 | 1975 | 1982 | 1990 | 1999 | 2004 | 2006 | 2009 |
| ---- | ---- | ---- | ---- | ---- | ---- | ---- | ---- | ---- |
| 342  | 293  | 277  | 260  | 256  | 226  | 230  | 227  | 233  |

| 2014 | 2019 | 2022 | - | - | - | - | - | - |
| ---- | ---- | ---- | - | - | - | - | - | - |
| 234  | 222  | 220  | - | - | - | - | - | - |

## Lieux et monuments
L'église Saint-Martial de Palisse se fait remarquer par une particularité assez rare en France : son clocher est volontairement isolé et construit perpendiculairement à la façade. C'est un mur-campanile percé de baies. Ses quatre étages diminuent d'épaisseur en s'élevant.

## Personnalités liées à la commune
- Henri et Pierre Bordas, étaient les petits-fils d'Antoine et Julie (cultivateur et institutrice dans le bourg) et fondèrent les éditions Bordas. Une école maternelle lyonnaise porte le nom de leur mère Marie Bordas.
- Albert Ouzoulias, maire de la commune de 1971 à 1995, fut l'une des grandes figures de la Résistance communiste parisienne, devenant même en 1942 commissaire militaire national des Francs-tireurs et partisans, puis commissaire politique national en 1943.
- Pierre Ouzoulias, petit-fils d'Albert Ouzoulias, conseiller départemental et sénateur des Hauts-de-Seine.
- Une partie de la famille de Jack Ralite, ministre, député puis sénateur de la Seine-Saint-Denis et maire d'Aubervilliers, est originaire de Palisse.

## Héraldique
| Blason | Blasonnement : Écartelé : aux 1er et 4e contre-écartelés d'or et de gueules, aux 2e et 3e d'or à trois lionceaux de gueules. |